# Reinhold Rau
Reinhold Eugen Rau (7 de febrer de 1932 - 11 de febrer de 2006) va ser un historiador natural alemany que va iniciar el Projecte Quaga a Sud-àfrica, que pretenia reproduir l'extinta quaga, una subespècie de zebra.
Rau va néixer a Friedrichsdorf, Alemanya, i es va formar com a taxidermista al museu Senckenberg de Frankfurt del Main, on va ingressar al museu sud-africà de Ciutat del Cap el 1959. [2] Rau formava inicialment part d'un equip de set taxidermistes que treballaven al museu. Encara que principalment conegut pel seu treball sobre quagues, Rau també va redescobrir una espècie de tortuga que s'havia considerat extinta.
Rau va continuar treballant al museu sud-africà després de la seva jubilació; va morir l'11 de febrer de 2006, a casa seva a Ciutat del Cap.

## Quagues
L'interès de Rau pels quagues va començar el 1969, quan va tornar a recrear un poltre quaga al museu sud-africà. El 1971, Rau va visitar museus de tot Europa, i finalment, va examinar 22 dels 23 exemplars quaga del món. Les mostres de teixit sec de la pell del poltre quaga del Museu sud-africà, juntament amb mostres addicionals de teixit dels dos quagues de Mainz que va tornar a recrear el 1980/81, van constituir la base de les anàlisis d'ADN que van portar al descobriment que la quaga era una subespècie de la Zebra comuna, no una espècie diferent. Això va portar a Rau a fundar el Projecte Quaga, un intent de reproduir l'extint quaga.
Es diu que la recerca de Rau per rebre la quaga va inspirar la novel·la de Jurassic Park de 1990 de Michael Crichton.
El 2000 La Fundació Tercentenari del Cap va atorgar a Rau la Medalla Molteno pels serveis de tota la vida a la conservació de la natura al Cap.
El 2013 Khumba, una pel·lícula d'animació sobre un quaga, es va dedicar a la memòria de Rau.

## Obres
- Hulley, P. Alexander; Rau, Reinhold E. (en anglès) A female Regalecus glesne from Cape Province, South, 1969, núm.4, 5 desembre December 1969, pàg. 835. DOI: 10.2307/1441807. JSTOR: 1441807.
- Rau, R.E. (en anglès) Revised list of the preserved material of the extinct cape colony quagga, Equus quagga quagga (Gmelin), 65, núm.2, 1974, pàg. 41–87. ISSN: 0303-2515.
- Rau, R.E. (en anglès) Additions to the revised list of preserved material of the extinct Cape Colony quagga and notes on the relationship and distribution of southern plains zebras, 77, núm.2, 1978, pàg. 27–45. ISSN: 0303-2515.
- Rau, Reinhold Eugen. «Quagga experimental breeding project». A: David W. Reed. Spirit of Enterprise: The 1990 Rolex Awards (en anglès).  Bern: Buri, 1990, p. 434-436. ISBN 9783716921036.
- Rau, R. (en anglès) Does the taxonomy of the quagga really need to be reconsidered?, 93, 1997, pàg. 67–68. ISSN: 0038-2353.